# Акшарбак
Акшарба́к (каз. Ақшарбақ) — село у складі Катон-Карагайського району Східноказахстанської області Казахстану. Входить до складу Аксуського сільського округу.
Населення — 5 осіб (2021; 136 у 2009, 238 у 1999, 168 у 1989).
Національний склад станом на 1989 рік:
- казахи — 71 %
- росіяни — 25 %

До 2009 року село називалось Верх-Катунь, у радянські часи мало також назву Совхоз Верхній Катунський.